# Кадуган ап Катен
Кадуган Тредилиг (валл. Cadwgan Tredylig) (650 или 670 — 710) — король Диведа и Брихейниога (примерно 690—710 годы).

## Биография
Был сыном и наследником Катэна ап Гулидиена.
Он появляется в родословных королей Диведа и Брихейниога. В обеих генеалогиях он является отцом Райна. Из этого видно, что Кадуган, а также его отец и сын были королями Диведа и Брихейниога. Это было впервые отмечено А.У.Уайд-Эвансом. В это время Истрад-Тиви был частью королевства. В некоторых текстах родословной правителей Диведа, Кадугану дается прозвище 'Триделик' или 'Тределик'. Это эффективно идентифицирует его с Кадуганом Тредецилом, который, как говорят, «отдал землю Тейло». Это, вероятно, означает церковь Тейло. Точно так же в Жизни Эуддогуи определенный царь Кадугон представлен, как правящий вне [то есть к западу от] Тиви, и беспокоил монастыри Эуддогуи в этом районе, а именно Пеналун, Лландейло Фавр и Лланддивруир. Пеналун находится в Диведе, в то время как два других находятся в Истрад-Тиви.
Ему наследовал его сын Райн.